# Sèrie geomètrica

La suma de les àrees dels quadrats porpra és un terç de l'àrea del quadrat gran.

En matemàtiques, una sèrie geomètrica és una sèrie, els termes de la qual estan en progressió geomètrica, per tant el quocient entre dos termes successius és una constant.

Per exemple, la sèrie
{\displaystyle {\frac {1}{2}}\,+\,{\frac {1}{4}}\,+\,{\frac {1}{8}}\,+\,{\frac {1}{16}}\,+\,\cdots }
És geomètrica, perquè cada terme és igual a la meitat de l'anterior. La suma d'aquesta sèrie és 1, tal com s'il·lustra en el següent dibuix:
Les sèries geomètriques infinites són l'exemple més senzill de sèries infinites amb suma finita. Això les fa importants en filosofia on subministren una resolució matemàtica a les paradoxes de Zenó. Històricament, les sèries geomètriques varen tenir un paper important en el desenvolupament inicial del càlcul infinitesimal, i continuen sent centrals en l'estudi de la convergència de les sèries. Les sèries geomètriques es fan servir a través de les matemàtiques, i tenen aplicacions importants en física, enginyeria, biologia, economia i finances.

## Raó
Els termes d'una sèrie geomètrica formen una progressió geomètrica, això significa que el quocient entre dos termes successius és una constant anomenada "raó". La següent taula presenta diverses sèries geomètriques amb diferents raons:
| Raó  | Exemple                                 |
| ---- | --------------------------------------- |
| 10   | 4 + 40 + 400 + 4000 + 40,000 + ···      |
| 1/3  | 9 + 3 + 1 + 1/3 + 1/9 + ···             |
| 1/10 | 7 + 0.7 + 0.07 + 0.007 + 0.0007 + ···   |
| 1    | 3 + 3 + 3 + 3 + 3 + ···                 |
| –1/2 | 1 – 1/2 + 1/4 – 1/8 + 1/16 – 1/32 + ··· |
| –1   | 3 – 3 + 3 – 3 + 3 – ···                 |

El comportament dels termes depèn de la raó r:
Quan r és més gran que 1, els termes de la sèrie esdevenen més i més grans en valor absolut, tret que siguin tots zero.
Quan r és més petita que 1 (i més gran que -1), els termes de la sèrie, en valor absolut, esdevenen més i més petits, apropant-se a zero en el límit, si la sèrie és infinita.
Quan r és igual a 1, tots els termes de la sèrie són iguals.
Sempre que r és negatiu, el signe dels termes és alternativament positiu i negatiu.

## Història
Euclides, en el Llibre IX Proposició 35 expressa la suma d'una sèrie geomètrica finita en termes dels nombres de la sèrie. Això és equivalent a la fórmula moderna:
| « | Proposició 35. Si tants nombres com es vulgui són continuadament proporcionals, i es treuen del segon i de l'últim nombres iguals al primer, aleshores, tal com l'excés del segon és al primer, de la mateixa manera l'excés de l'últim serà a tots els anteriors a ell. | » |

Traducció al català de:  Arxivat 2008-02-18 a Wayback Machine.

## Suma
Encara que la sèrie geomètrica sigui infinita, la seva suma és finita sempre que els seus termes tendeixin a zero. La suma es pot calcular aprofitant l'Autosemblança de la sèrie.

### Exemple

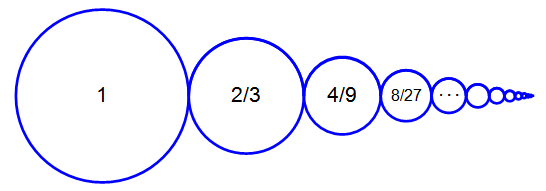
Una il·lustració de l'efecte de l'autosemblança en la suma s. Eliminar el cercle de més a la dreta, té el mateix efecte que aplicar al dibuix un factor d'escala de 1/3.

Per a sumar la següent sèrie geomètrica:
{\displaystyle s\;=\;1\,+\,{\frac {2}{3}}\,+\,{\frac {4}{9}}\,+\,{\frac {8}{27}}\,+\,\cdots }
La seva raó és 2/3. Si es multipliquen tots els termes per la raó, el primer terme,1, esdevé el segon, 2/3, el segon, 2/3, esdevé el tercer, 4/9, i així:
{\displaystyle {\frac {2}{3}}s\;=\;{\frac {2}{3}}\,+\,{\frac {4}{9}}\,+\,{\frac {8}{27}}\,+\,{\frac {16}{81}}\,+\,\cdots }
Aquesta nova sèrie seria la mateixa que l'original, l'únic que li falta é el primer terme. Per tant, restant les dues sèries s'anul·len tots els termes tret del primer:
{\displaystyle s\,-\,{\frac {2}{3}}s\;=\;1,\;\;\;\;\;\;\;\;{\mbox{per tant }}s=3.}
Una tècnica similar es pot fer servir per avaluar qualsevol expressió amb autosemblança.

### Fórmula

#### Sèrie finita
Pel cas de la sèrie finita:
{\displaystyle S=a+ar+ar^{2}+\ldots +ar^{k}}
Es multipliquen tots els termes per –r i se sumen els dos cantons de la igualtat:
{\displaystyle {\begin{aligned}&\ \,\ \,S=a+ar+ar^{2}+\ldots +ar^{k}\\&-rS=\ \ \ -\,ar-ar^{2}-\ldots -ar^{k}-ar^{k+1}\\&S-rS=a-ar^{k+1}\\\end{aligned}}}
A partir d'aquí, traient factor comú i aïllant S queda:
{\displaystyle {\begin{aligned}&\left(1-r\right)S=a\left(1-r^{k+1}\right)\\&S={\frac {a\left(1-r^{k+1}\right)}{1-r}}\\\end{aligned}}}

#### Cas de sèrie infinita
Pel cas de la sèrie infinita:
{\displaystyle a+ar+ar^{2}+ar^{3}+\ldots }
Es defineix la suma S de la sèrie, com el límit, si existeix, de la sèrie finita dels primers k termes, quan k tendeix a infinit:
{\displaystyle S={\underset {k\to \infty }{\mathop {\lim } }}\,\left(a+ar+ar^{2}+\ldots +ar^{k}\right)}
Substituint el valor de la suma dels primers k termes per la fórmula que s'ha trobat abans, resulta:
{\displaystyle S={\underset {k\to \infty }{\mathop {\lim } }}\,{\frac {a\left(1-r^{k+1}\right)}{1-r}}}
Si {\displaystyle \left|r\right|<1} llavors {\displaystyle r^{k+1}} tendeix a 0 i {\displaystyle 1-r} és diferent de zero, per tant el límit convergeix a:
{\displaystyle S={\underset {k\to \infty }{\mathop {\lim } }}\,{\frac {a\left(1-r^{k+1}\right)}{1-r}}={\frac {a}{1-r}}\quad si\ \left|r\right|<1}

## Representació amb sumatori
Fent servir la notació de sumatori, una sèrie geomètrica de raó r i primer terme a es pot escriure tal com segueix:
{\displaystyle \sum _{n=0}^{\infty }ar^{n}}
És important de començar el sumatori a {\displaystyle n=0}, perquè això fa que el primer terme sigui {\displaystyle ar^{0}=a}.

## Aplicacions

### Transformar decimals periòdics en fraccions
Un nombre que s'expressa en com un decimal periòdic es pot entendre com una sèrie geomètrica, la raó de la qual és una potència de 1/10. Per exemple:
{\displaystyle 0,727272\ldots ={\frac {72}{100}}+{\frac {72}{10.000}}+{\frac {72}{1.000.000}}+\ldots }
Com que el mòdul de la raó és sempre més petit que 1, es pot fer servir la fórmula de la suma de la sèrie per transformar l'expressió decimal periòdica en una fracció. En el cas de l'exemple, com que el primer terme és {\displaystyle a={\frac {72}{100}}} i la raó és {\displaystyle r={\frac {1}{100}}} aplicant la fórmula s'obté:
{\displaystyle 0,727272\ldots ={\frac {{72}/{100}\;}{1-{1}/{100}\;}}={\frac {{72}/{100}\;}{{99}/{100}\;}}={\frac {72}{99}}={\frac {8}{11}}}

### Quadratura de la paràbola pel mètode d'Arquimedes

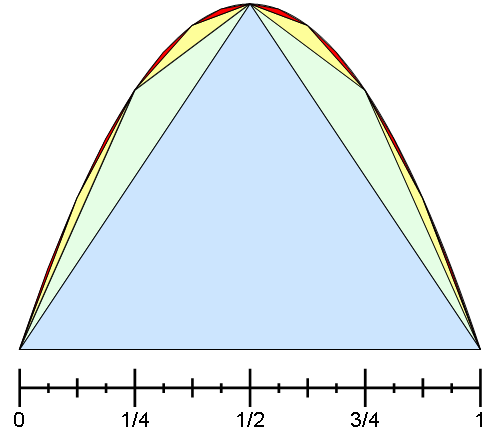
L'àrea tancada entre una paràbola i una línia recta és la unió d'infinits triangles.

Arquimedes va fer servir una sèrie geomètrica per a calcular l'àrea inclosa entre una paràbola i una línia recta. El seu mètode es basa en seccionar l'àrea en un nombre infinit de triangles tal com es mostra a la figura de la dreta.
El teorema d'Arquimedes diu que l'àrea sota la paràbola és 4/3 de l'àrea del triangle blau.
Per demostrar-ho, primer va fer servir raonaments geomètrics per demostrar que l'àrea de cada triangle verd és 1/8 de l'àrea del triangle blau, l'àrea de cada triangle groc és 1/8 de l'àrea d'un triangle verd, i així successivament.
Suposant que el triangle blau té una àrea d'1, l'àrea total és un sumatori infinit:
{\displaystyle 1\,+\,2\left({\frac {1}{8}}\right)\,+\,4\left({\frac {1}{8}}\right)^{2}\,+\,8\left({\frac {1}{8}}\right)^{3}\,+\,\cdots .}
El primer terme representa l'àrea del triangle blau; el segon terme, l'àrea dels dos triangles verds; el tercer terme l'àrea dels quatre triangles grocs, i així successivament. Simplificant les fraccions, s'obté
{\displaystyle 1\,+\,{\frac {1}{4}}\,+\,{\frac {1}{16}}\,+\,{\frac {1}{64}}\,+\,\cdots .}
que és una sèrie geomètrica de raó 1/4. La seva suma és
{\displaystyle {\frac {1}{1-r}}\;=\;{\frac {1}{1-{\frac {1}{4}}}}\;=\;{\frac {4}{3}}.}    Q.E.D.
Aquest càlcul fa servir el mètode d'exhaustió, una versió antiga de la integració. En càlcul modern, el mateix resultat es pot obtenir fent servir una integral definida.

### Geometria fractal

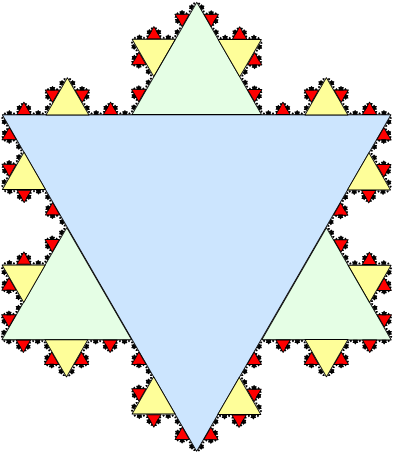
L'interior del floc de neu de Koch és la unió d'una quantitat infinita de triangles.

En l'estudi dels fractals, sovint sorgeixen sèries geomètriques a l'hora de calcular el perímetre, l'àrea, o el volum d'una figura amb autosemblança.
Per exemple, l'àrea dins del floc de neu de Koch es pot descriure com la unió d'una quantitat infinita de triangles equilàters (vegeu la figura). Cada costat del triangle verd té exactament 1/3 de la mida d'un costat del triangle gros blau i, per tant, té exactament 1/9 de la seva àrea. De manera similar, cada triangle groc té 1/9 de l'àrea del triangle verd, i així. Agafant el triangle blau co a unitat d'àrea, l'àrea total del floc de neu és
{\displaystyle 1\,+\,3\left({\frac {1}{9}}\right)\,+\,12\left({\frac {1}{9}}\right)^{2}\,+\,48\left({\frac {1}{9}}\right)^{3}\,+\,\cdots .}
El primer terme d'aquesta sèrie representa l'àrea del triangle blau, el segon terme representa l'àrea total dels tres triangles verds, el tercer terme l'àrea total dels dotze triangles grocs, i així. Excloent l'1 inicial, aquesta sèrie és geomètrica de raó r = 4/9. El primer terme de la sèrie geomètrica és a = 3(1/9) = 1/3, per tant la suma és
{\displaystyle 1\,+\,{\frac {a}{1-r}}\;=\;1\,+\,{\frac {\frac {1}{3}}{1-{\frac {4}{9}}}}\;=\;{\frac {8}{5}}.}
Per tant, el floc de neu de Koch té una àrea que és 8/5 de l'àrea del triangle base.

### Paradoxes de Zenó
Les paradoxes de Zenó es poden expressar en termes de sèries geomètriques.
Per exemple la paradoxa d'Aquil·les i la tortuga:
Al començament la tortuga té 20 metres d'avantatge. Aquil·les corre a 20 m/s (el bons atletes poden córrer a 10 m/s i alguns campions una mica més, però com que Aquil·les és un heroi, s'ha de suposar que corre més que els millors mortals) i la tortuga a 0,01 m/s. Al cap de 1 s Aquil·les ha arribat al punt on estava la tortuga al començament però com que la tortuga ha corregut 0,01m Aquil·les no l'ha agafada, al cap de 0,01/20 segons Aquil·les haurà arribat a aquest segon punt de la trajectòria de la tortuga, però la tortuga també haurà avançat un xic i Aquil·les tampoc l'haurà atrapat, i així infinits punts.
Representant això com una sèrie geomètrica i sumant, resulta que els infinits punts de la trajectòria de la tortuga entre el punt inicial i el punt on Aquil·les l'atrapa, estan separats una distància finita, Aquil·les la recorre en un temps finit i atrapa la tortuga.

### Economia
En economia, les sèrie geomètriques tenen moltes aplicacions, per exemple les sèries geomètriques infinites es fan servir per calcular la quantitat de diners creats pel sistema bancari en funció del coeficient de caixa, o les sèries geomètriques finites es fan servir per a càlculs d'interès compost.

#### Creació de diners en el sistema bancari
Per exemple, si el Banc Central Europeu posa en circulació una quantitat de diners {\displaystyle a_{0}} i obliga als bancs a mantenir un coeficient de caixa del 0,025 (els bancs han de conservar líquid el 2,5% dels dipòsits i poden fer préstecs amb l'altre 97,5%) el resultat final serà que: els {\displaystyle a_{0}} euros inicials, es dipositaran d'una forma o altra, en un banc o altre en el sistema bancari, els diferents bancs mantindran en caixa el 2,5% d'aquest diners i en podran destinar a fer préstecs el 97,5%, però al seu torn aquest 97,5% d'una forma o altra, es dipositarà en un banc o altre del sistema bancari, per tant els bancs, entre tots, tindran en dipòsit una quantitat addicional que, un cop retingut en caixa el 2,5% podran tornar a fer servir per fer més préstecs i així successivament.
Per tant, la quantitat de diners efectivament injectada en el sistema serà:
{\displaystyle {\begin{aligned}&S=a_{0}+(1-0,025)a_{0}+\left(1-0,025\right)^{2}a_{0}+\ldots \\&s={\frac {a_{0}}{1-\left(1-0,025\right)}}={\frac {a_{0}}{0,025}}=40a_{0}\\\end{aligned}}}

### Història i filosofia
- C. H. Edwards, Jr. (1994). The Historical Development of the Calculus, 3rd ed., Springer. ISBN 978-0387943138.
- Swain, Gordon and Thomas Dence «Archimedes' Quadrature of the Parabola Revisited». Mathematics Magazine, 71, 2, abril 1998, pàg. 123–30.
- Eli Maor (1991). To Infinity and Beyond: A Cultural History of the Infinite, Princeton University Press. ISBN 978-0691025117
- Morr Lazerowitz (2000). The Structure of Metaphysics (International Library of Philosophy), Routledge. ISBN 978-0415225267

### Economia
- Carl P. Simon and Lawrence Blume (1994). Mathematics for Economists, W. W. Norton & Company. ISBN 978-0393957334
- Mike Rosser (2003). Basic Mathematics for Economists, 2nd ed., Routledge. ISBN 978-0415267847

### Biologia
- Edward Batschelet (1992). Introduction to Mathematics for Life Scientists, 3rd ed., Springer. ISBN 978-0387096483
- Richard F. Burton (1998). Biology by Numbers: An Encouragement to Quantitative Thinking, Cambridge University Press. ISBN 978-0521576987

### Informàtica
- John Rast Hubbard (2000). Schaum's Outline of Theory and Problems of Data Structures With Java, McGraw-Hill. ISBN 978-0071378703